# Batavia, Illinois
Batavia är en stad (city) i DuPage County, och  Kane County, i delstaten Illinois, USA. Enligt United States Census Bureau har staden en folkmängd på 26 298 invånare (2011) och en landarea på 25 km². Staden utgör en förstad till Chicago och är belägen i västra utkanten av Chicagos storstadsområde, vid Fox River.
I Batavia ligger den stora partikelfysikforskningsanläggningen Fermilab.

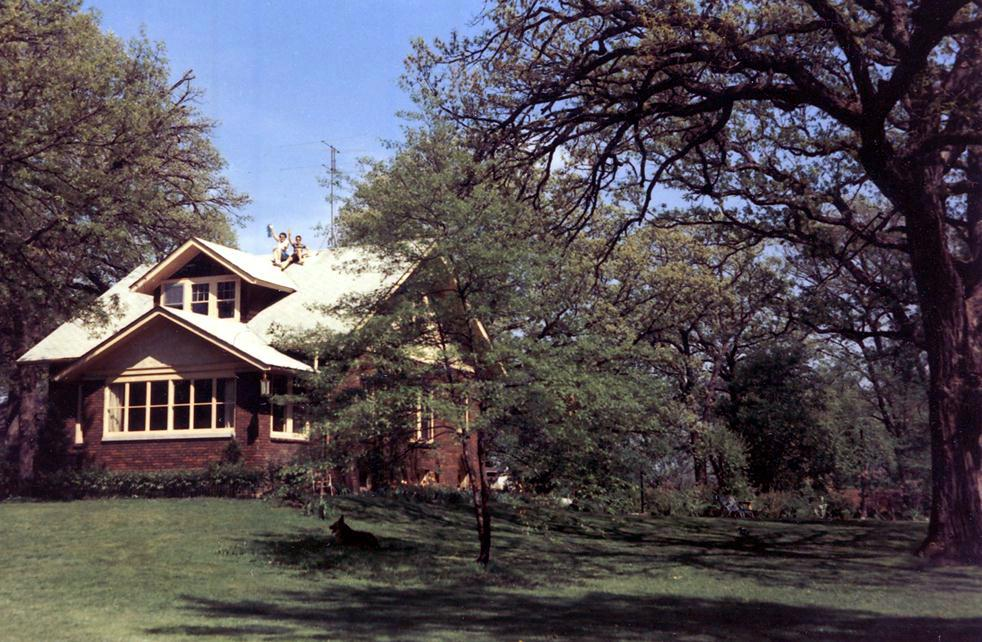
Birgit Ridderstedt bodde på South Batavia Avenue med sin familj under 1950- & 1960-talen.